# 水島の戦い
水島の戦い（みずしまのたたかい）とは、平安時代末期における治承・寿永の乱の戦闘の一つである。
寿永2年閏10月1日（ユリウス暦1183年11月17日　グレゴリオ暦換算1183年11月24日）、備中国水島（現在の倉敷市玉島）において義仲軍と平家軍との間で海戦が行われた。
水島合戦（みずしまがっせん/みずしまかっせん）とも呼ばれる。

## 概要
当時、平家軍の拠点は讃岐の屋島にあった。平家を追討するため、寿永2年（1183年）9月20日に義仲軍は都を出発して屋島方面へ進軍していったが、閏10月1日、四国へ渡海する前に、水島付近で平家軍に敗れた。義仲軍を率いていたのは、義仲の同族である武将足利義清・義長兄弟と海野幸広（海野氏）である（『源平盛衰記』）。
平家は、軍船同士をつなぎ合わせ、船上に板を渡すことにより、陣を構築した。源平両軍の船舶が接近し、互いに刀を鞘から抜いて、今にも白兵戦を始めようかという時、平家軍の弓兵による義仲軍への射撃によって開戦した。平家軍は船によく装備された馬を同乗させており、その軍馬と共に海岸まで泳いで上陸した。
最終的に平家軍は勝利し、義仲軍は足利義清・義長兄弟や海野幸広、高梨高信、仁科盛家といった諸将を失い壊滅、京都へ敗走することになった。
この勝利により平家軍は勢力を回復し、再入京を企て摂津福原まで戻り、一ノ谷の戦いを迎えることとなる。
この戦いの最中に95%ほど欠けた金環食が起こったことが『源平盛衰記』等の資料によって確認されている（参照：「日食#予報の歴史」「日食の一覧#12世紀」）。
当時、平家は公家として暦を作成する仕事を行っていたことから、平家は日食が起こることを予測しており、それを戦闘に利用したとの説がある。